# Sierpień 2017

## 31 sierpnia
- Co najmniej 21 osób zginęło w wyniku zawalenia się w Mumbaju sześciopiętrowego budynku mieszkalnego[1].

## 30 sierpnia
- Zakończyła się, rozgrywana w stolicy Tajwanu – Tajpej, uniwersjada[2].

## 25 sierpnia
- Król Tonga Tupou VI rozwiązał parlament i zarządził przedterminowe wybory, które mają się odbyć nie później niż 16 listopada[3].
- Autobus zjechał z budowanego molo i spadł do Morza Czarnego w Kraju Krasnodarskim w Rosji, w wyniku czego zginęło 18 osób[4].

## 24 sierpnia
- Święty Sobór Biskupów Polskiego Autokefalicznego Kościoła Prawosławnego wybrał czterech nowych biskupów: Andrzeja (Borkowskiego), Warsonofiusza (Doroszkiewicza), Atanazego (Nosa) i Pawła (Tokajuka)[5].

## 20 sierpnia
- Na Oceanie Spokojnym odnaleziono wrak okrętu USS „Indianapolis”, którego zatopienie podczas II wojny światowej było największą katastrofą w historii US Navy[6].

## 19 sierpnia
- Co najmniej 20 osób zginęło, a 50 zostało rannych po wykolejeniu się pociągu osobowego w Indiach, w stanie Uttar Pradesh[7].

## 18 sierpnia
- Helena Kmieć została pośmiertnie Honorową Obywatelką Libiąża[8].
- W fińskim Turku dwie osoby zginęły, a co najmniej osiem odniosło rany po ataku nożownika[9].

## 17 sierpnia
- Rozpędzona furgonetka wjechała w ludzi w centrum Barcelony[10].

## 15 sierpnia
- Nowym premierem Algierii został, po raz czwarty w swojej karierze, Ahmad Ujahja. Prezydent Algierii Abd al-Aziz Buteflika odwołał dotychczasowego premiera Abd al-Madżida Tabbuna po niespełna trzech miesiącach urzędowania[11].
- Około 200-letnie drzewo przygniotło świętujących Wniebowzięcie Najświętszej Maryi Panny na przedmieściach Funchal na Maderze, zabijając co najmniej 12 osób[12].

## 14 sierpnia
- Około 400 osób zginęło w wyniku osuwisk ziemi i lawin błotnych na obrzeżach stolicy Sierra Leone, miasta Freetown[13].

## 13 sierpnia
- Zakończyły się, rozgrywane w Londynie, mistrzostwa świata w lekkoatletyce[14].
- Zmarł Joseph Bologna – amerykański aktor filmowy i telewizyjny.

## 11 sierpnia
- Zmarł izraelski superstulatek, najstarszy mężczyzna na świecie – Jisra’el Kristal
- 49 osób zginęło na skutek zderzenia się dwóch pociągów pasażerskich na obrzeżach Aleksandrii w północnym Egipcie[15].
- Nawałnice w Polsce spowodowały śmierć 6 osób i wysokie straty materialne[16].

## 10 sierpnia
- Wypełniony pasażerami autokar uderzył w ścianę tunelu na autostradzie w prowincji Shaanxi, w północno-środkowej części Chin, w wyniku czego śmierć poniosło 36 osób[17].

## 8 sierpnia
- Trzęsienie ziemi w Syczuanie
- Uhuru Kenyatta został ponownie wybrany prezydentem Kenii. W wyborach zdobył ponad 54%, zaś jego rywal Raila Odinga 44,7% głosów. Wybory zostały uznane za uczciwe przez międzynarodowych obserwatorów, jednak opozycja zakwestionowała ich rzetelność[18].
- Prezydent RPA Jacob Zuma wygrał głosowanie nad wotum nieufności. Wniosek opozycji o usunięcie prezydenta z urzędu poparło 177 członków Zgromadzenia Narodowego, przeciwko było 198, zaś 9 wstrzymało się od głosu[19].

## 5 sierpnia
- Przemysław Tarnacki zwyciężył w 14. edycji zawodów żeglarskich Sopot Match Race, rozgrywanych w Sopocie[20].

## 4 sierpnia
- Paul Kagame został po raz trzeci wybrany prezydentem Rwandy. Zdobył ponad 98% głosów[21].

## 1 sierpnia
- Shahid Abbasi został nowym premierem Pakistanu. Abbasi zastąpił na tym stanowisku Nawaza Sharifa, zmuszonego do ustąpienia po pozbawieniu go prawa pełnienia funkcji publicznych przez Sąd Najwyższy w związku z aferą ujawnioną dzięki Panama Papers. Jesienią Abbasi ma być zastąpiony przez Shahbaza Sharifa, brata ustępującego premiera[22].